# Thẻ vắc-xin COVID-19
Thẻ vắc-xin COVID-19 hay chứng nhận tiêm chủng COVID-19 là một hồ sơ thường được cấp cho người đã được tiêm vắc-xin COVID-19, trong đó có những thông tin như ngày tiêm, số mũi tiêm và loại vắc-xin được tiêm, có thể kèm theo cả số lô vắc-xin. Trên thẻ cũng có những thông tin xác minh người được tiêm và địa điểm thực hiện tiêm chủng. Tùy theo từng quốc gia, nó có thể đóng vai trò là tài liệu chính thức xác nhận một người đã được tiêm vắc-xin, và có thể được yêu cầu xuất trình trong một số trường hợp, như đi học, đi làm, đi tàu du lịch hay đi qua biên giới quốc tế.
Một số nước cấp chứng nhận ở dạng kỹ thuật số, trong khi các nước khác chỉ cấp chứng nhận bằng giấy. Tại các nước thuộc Liên minh châu Âu (EU), công dân có thể chọn nhận chứng nhận số, chứng nhận bằng giấy hoặc cả hai.

## Theo quốc gia

### Ai Cập
Những người đã tiêm hai mũi vắc-xin sẽ được nhận chứng nhận tiêm chủng, cho phép họ có thể đi du lịch.

### Anh Quốc

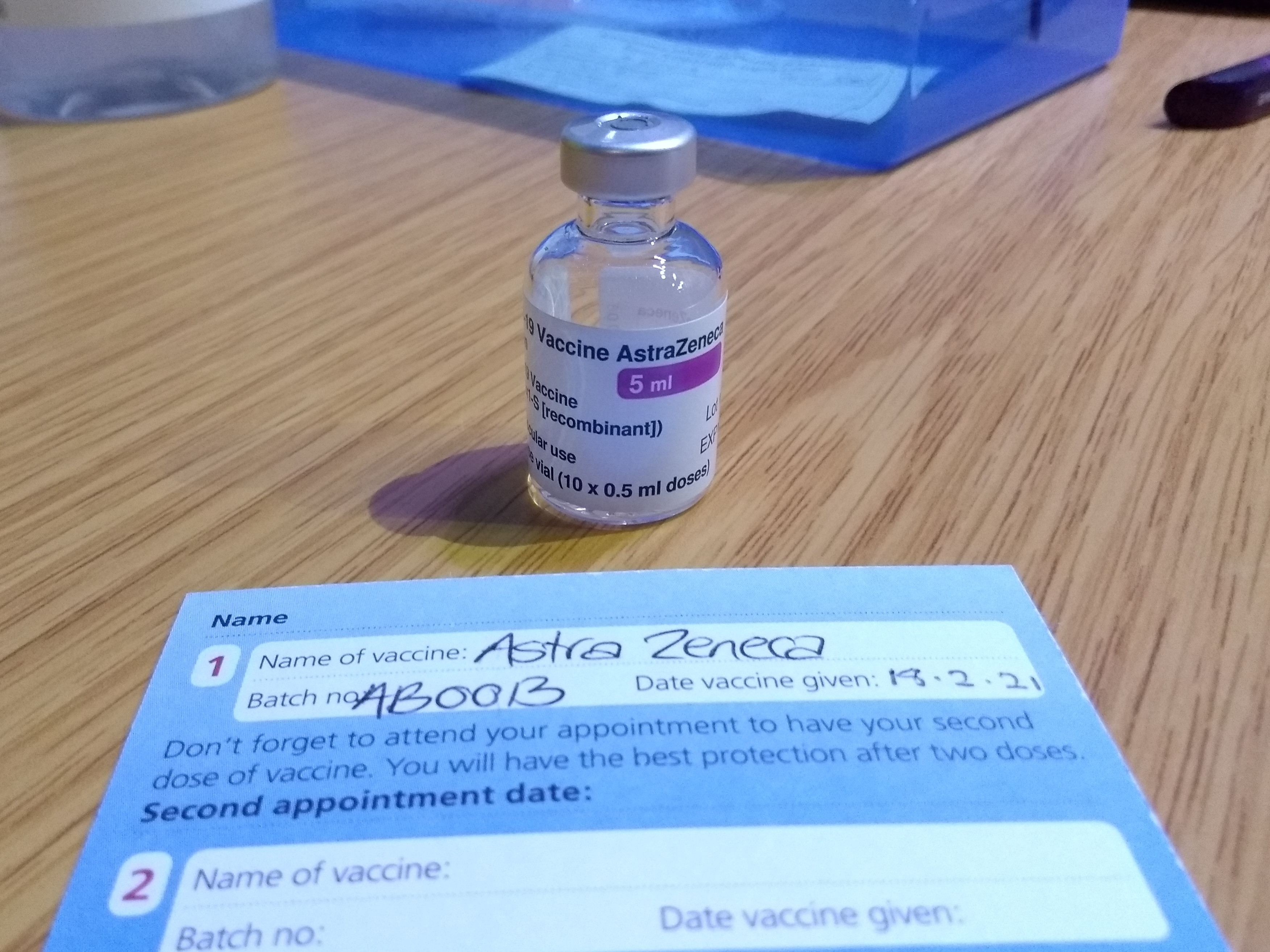
Thẻ vắc-xin được cấp tại Anh Quốc

Những người đã được tiêm vắc-xin COVID-19 tại Anh Quốc (ngoại trừ Scotland) được cấp một thẻ vắc-xin có kích cỡ như thẻ tín dụng, trong đó có ghi nhắc nhở lịch hẹn khám tiếp theo. Trong thẻ có các thông tin như tên người được tiêm, ngày tiêm từng mũi, tên loại vắc-xin sử dụng và số lô vắc-xin. Những người đã tiêm vắc-xin có kế hoạch đi nước ngoài có thể tải và in chứng nhận từ trang web của Dịch vụ Y tế Quốc gia (NHS). Mã QR có trên chứng nhận tiêm chủng có thể được dùng để lưu trữ thông tin tiêm chủng trên ứng dụng điện thoại thông minh.
Thủ tướng Boris Johnson tuyên bố vào tháng 7 năm 2021 rằng khi tất cả người trưởng thành đã tiêm đủ hai mũi vắc-xin, người dân sẽ phải xuất trình thẻ vắc-xin để tiếp cận các địa điểm đông người như hộp đêm.

### Ấn Độ
Tại India, sau khi đã được tiêm một mũi vắc-xin, người dân sẽ được cấp một chứng nhận số có thể được tải về từ cổng thông tin CoWIN hoặc ứng dụng Aarogya Setu trên điện thoại. Sau khi tiêm mũi một, người được tiêm sẽ được cấp một giấy chứng nhận tạm thời, trong đó có các thông tin cá nhân của người được tiêm, loại vắc-xin được sử dụng, người thực hiện tiêm và lịch hẹn tiêm liều tiếp theo. Giấy chứng nhận đầy đủ sẽ được cấp sau liều thứ hai. Với những người di chuyển sang nước ngoài, có thể chọn liên kết chứng nhận với hộ chiếu.

### Brasil
Vào tháng 12 năm 2020, thượng viện Brasil đã phê chuẩn việc cấp thẻ vắc-xin điện tử.

### Canada
Tỉnh bang British Columbia đã thông báo kế hoạch triển khai hệ thống hộ chiếu vắc-xin bắt đầu từ tháng 9 năm 2021. Tỉnh Manitoba đã triển khai hộ chiếu vắc-xin từ ngày 3 tháng 9 năm 2021 đối với nhiều sự kiện trong nhà và ngoài trời. Tỉnh Quebec cũng triển khai hộ chiếu vắc-xin cho các sự kiện từ ngày 1 tháng 9 năm 2021

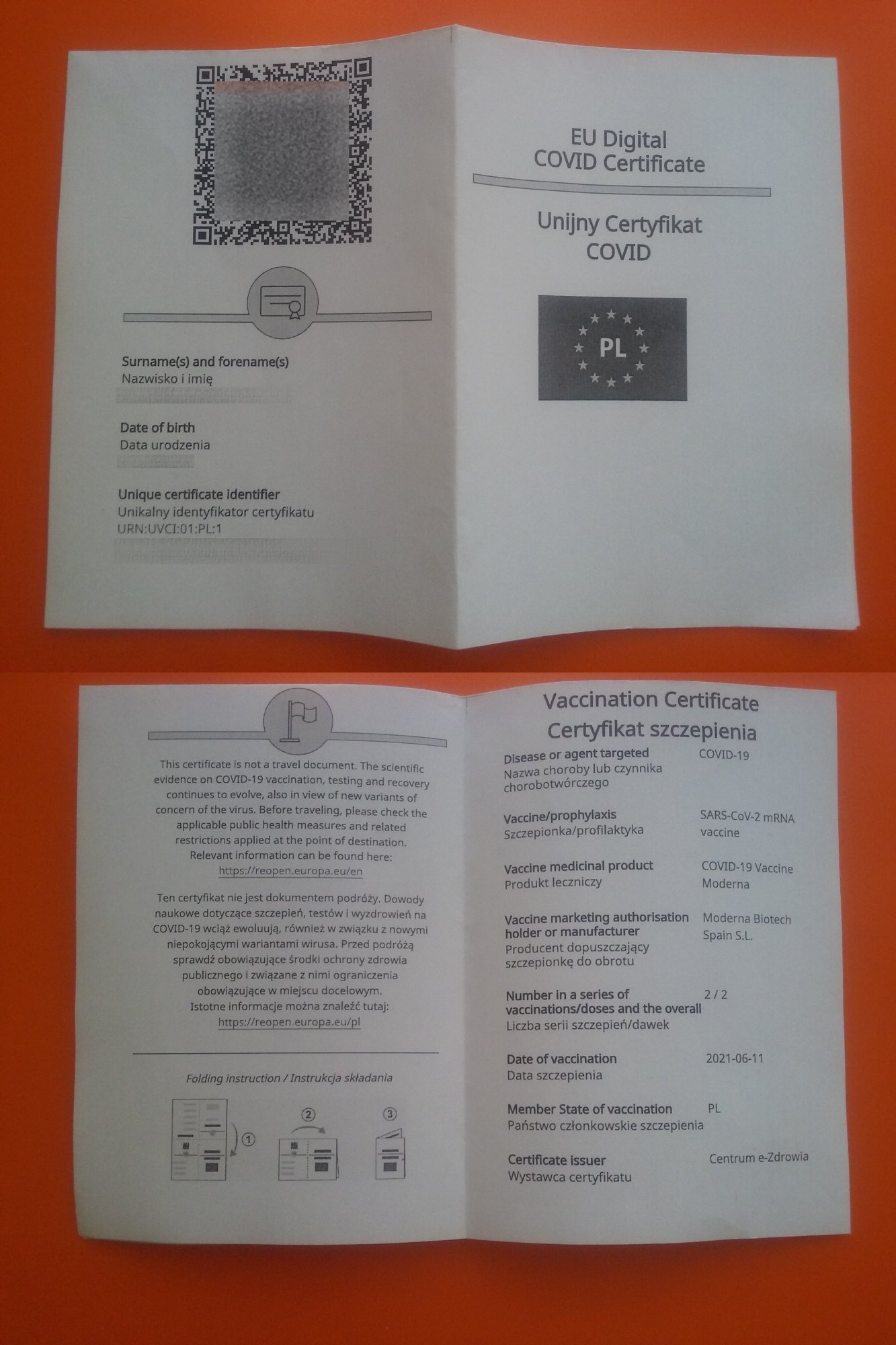
Chứng nhận COVID số của EU (hộ chiếu COVID-19) được tải về từ trang web của chính phủ Ba Lan

### Đức
Tại Đức, hồ sơ tiêm chủng được ghi trong Chứng nhận Tiêm chủng hoặc Dự phòng Quốc tế, thường được gọi là "gelber Impfpass" (hộ chiếu tiêm chủng vàng)  Nước này cũng cấp các phiên bản số kể từ ngày 1 tháng 7 tại các trung tâm tiêm chủng cho những người đến tiêm và tại các nhà thuốc cho những người đã được tiêm trước tháng 7.

### Hàn Quốc
Hiện những người di chuyển từ nước ngoài tới Hàn Quốc chưa cần xuất trình chứng nhận vắc-xin.

### Hoa Kỳ

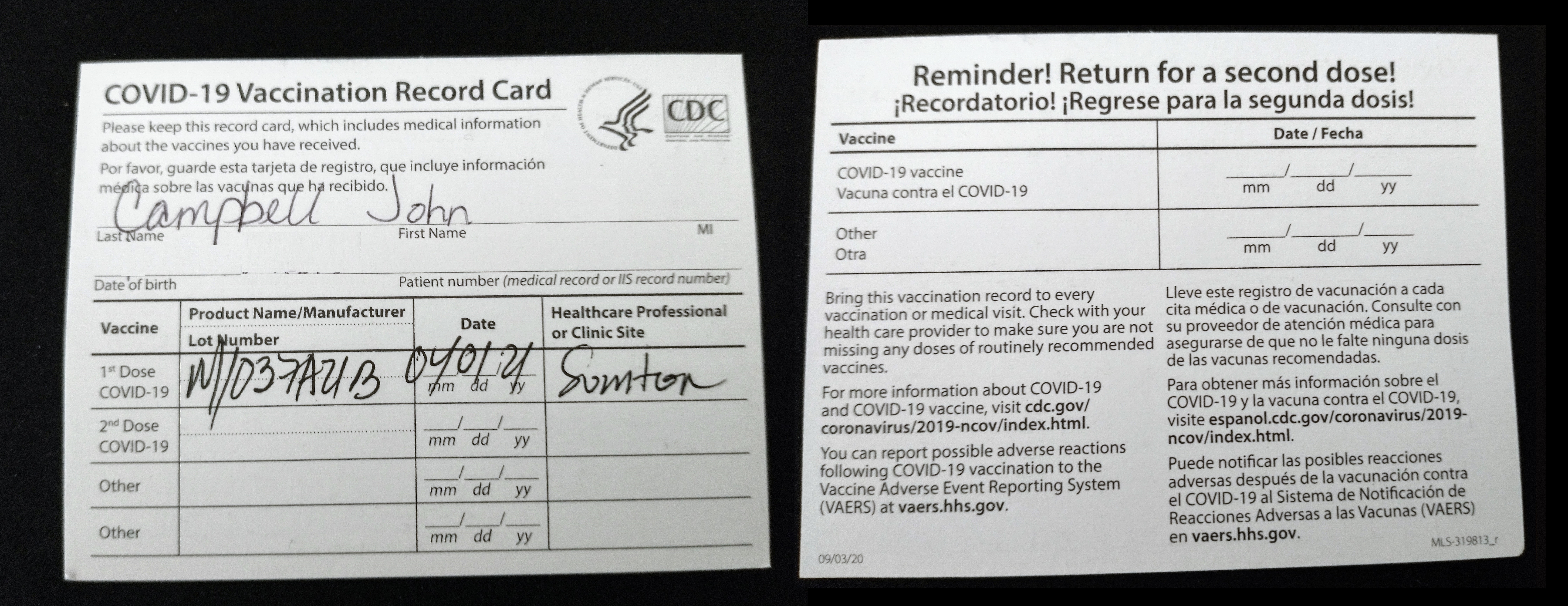
Thẻ tiêm chủng do CDC cấp tại Florida.

Những người đã được tiêm vắc-xin tại Hoa Kỳ được cấp một thẻ vắc-xin có in logo của Trung tâm Kiểm soát và Phòng ngừa Dịch bệnh (CDC), kèm theo đó là tên người được tiêm, ngày tiêm và tên loại vắc-xin sử dụng.
Một số tiểu bang cung cấp chứng nhận tiêm chủng phiên bản số cho người dân, sử dụng một mã QR có thể được xác thực bằng phần mềm quét mã trên điện thoại. Bang New York đã có hệ thống Excelsior Pass ghi lại các kết quả xét nghiệm COVID-19, trong khi California cũng đã triển khai Hồ sơ Vắc-xin COVID-19 Kỹ thuật số.

### Indonesia

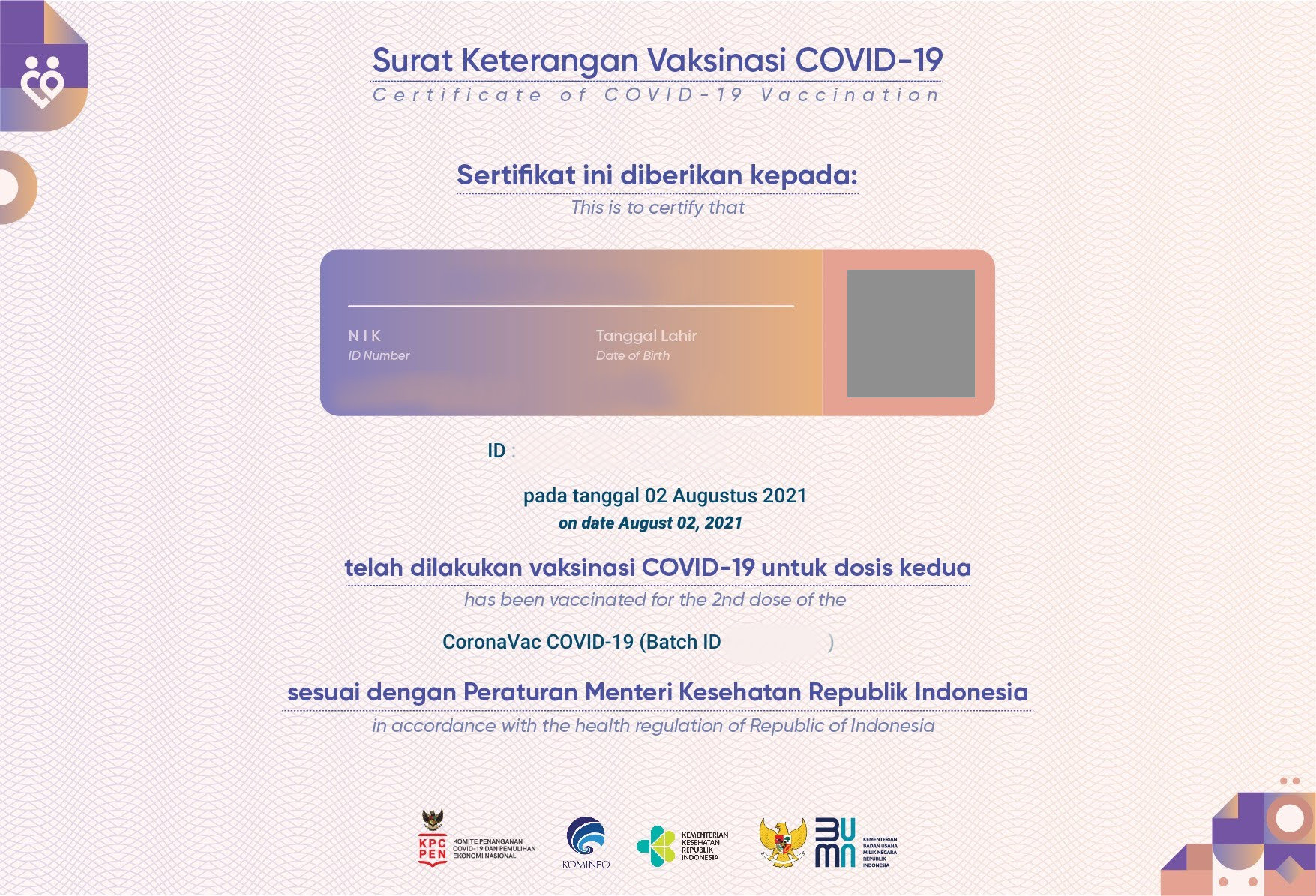
Chứng nhận tiêm chủng COVID-19 do chỉnh phủ Indonesia cấp sau khi tiêm liều thứ hai.

Tại Indonesia, tất cả những người đã được tiêm ít nhất một liều vắc-xin sẽ được cấp một thẻ vắc-xin và chứng nhận tiêm chủng trên ứng dụng di động PeduliLindungi. Thẻ tiêm chủng ghi các thông tin cá nhân của người được tiêm, loại vắc-xin sử dụng, tên người tiêm, số lô vắc-xin và lịch hẹn liều tiêm tiếp theo.

### Ireland

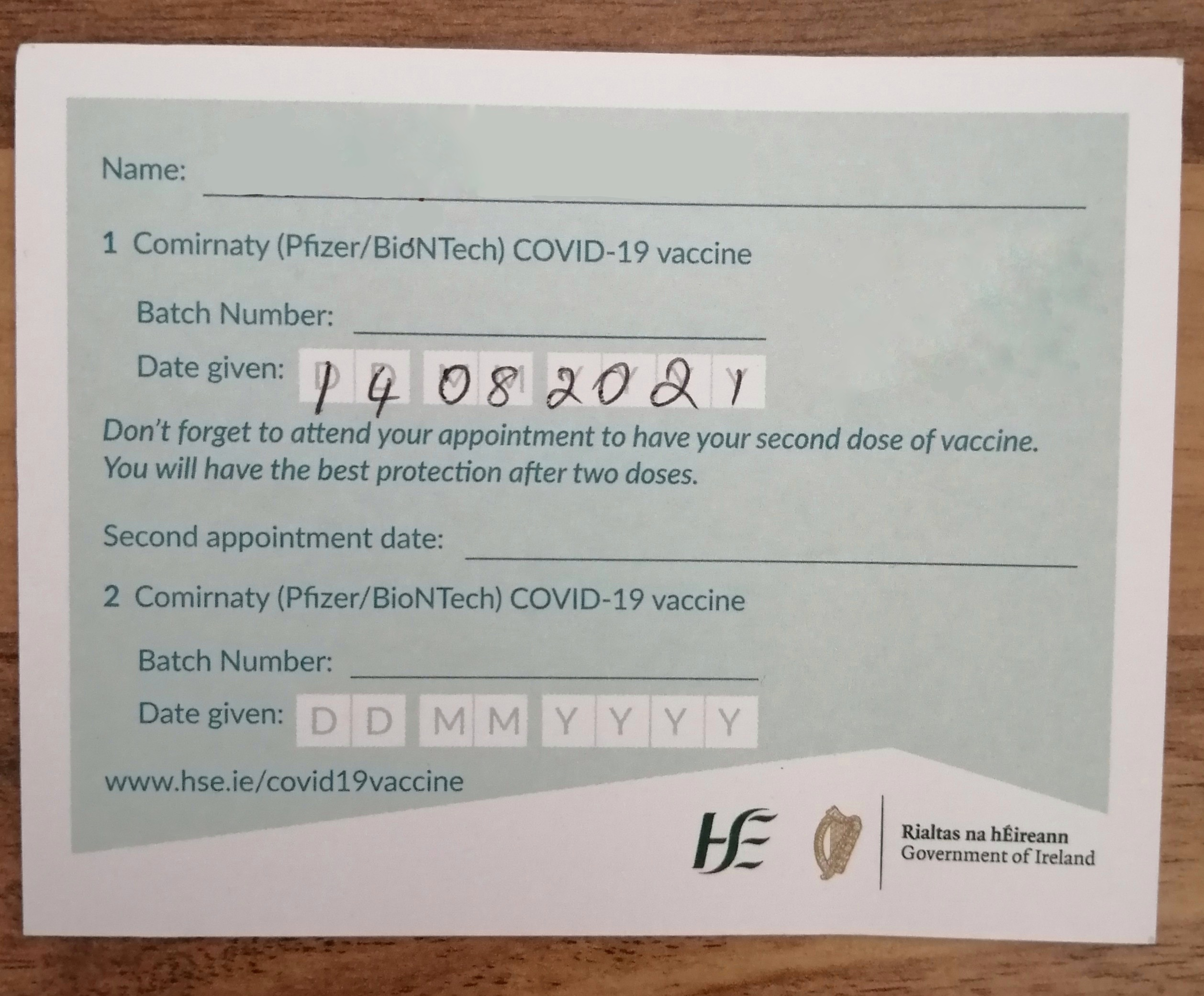
Thẻ chứng nhận tiêm chủng COVID-19 do Health Service Executive (HSE) cấp tại Ireland

Vào ngày 12 tháng 7 năm 2021, những người đã được tiêm chủng đầy đủ tại Ireland bắt đầu nhận được các Chứng nhận COVID số của EU thông qua thư điện tử hoặc đường bưu điện. Chứng nhận số của EU tại Ireland ban đầu được sử dụng cho mục đích di chuyển quốc tế khi các hạn chế ra vào quốc gia này được nới lỏng vào ngày 19 tháng 7, nhưng sau đó đã được dùng để xác nhận tình trạng tiêm chủng để vào các nhà hàng và quán bar.
Health Service Executive (HSE) sẽ cấp thẻ hồ sơ vắc-xin cho những người được tiêm vắc-xin COVID-19 tại Ireland, trong đó có ghi cả lịch hẹn tới buổi tiêm tiếp theo. Trên thẻ có ghi tên của người được tiêm, ngày tiêm từng mũi vắc-xin, tên loại vắc-xin sử dụng và số lô. Thẻ hồ sơ vắc-xin cũng có thể sử dụng để xác nhận tiêm chủng tại các nhà hàng và quán bar.

### Israel
Vào tháng 2 năm 2021, Israel bắt đầu triển khai hệ thống Thẻ xanh cho những người đã tiêm mũi hai vắc-xin COVID-19 được một tuần và những người đã khỏi bệnh hoặc không đủ điều kiện tiêm chủng. Thẻ xanh được cấp bởi Bộ Y tế Israel. Đây là một chứng nhận số bảo mật cần được xuất trình khi vào các khu vực đông người như nhà hàng, phòng tập, nhà hát và các nhà thờ đã đăng ký tham gia hệ thống. Người đã được tiêm vắc-xin cần tải ứng dụng hoặc truy cập trang web để tải chứng nhận. Một mã QR sẽ được cung cấp để hỗ trợ xác minh chứng nhận. Khi hệ thống được bắt đầu triển khai, Thẻ xanh có hiệu lực trong vòng sáu tháng kể từ ngày tiêm mũi thứ hai. Vào tháng 5, Bộ Y tế đã gia hạn hiệu lực Thẻ xanh cho đến hết năm.

### Pháp
Chứng nhận vắc-xin tại Pháp được cấp với một mã QR — dưới dạng Chứng nhận COVID số của EU — có thể được đưa vào ứng dụng truy vết tiếp xúc TousAntiCovid. Ngoài khả năng quét và tạo chứng nhận kết quả xét nghiệm, ứng dụng cho phép những người đã được tiêm vắc-xin có bằng chứng xác thực tình trạng tiêm chủng trên điện thoại thông minh.

### Philippines

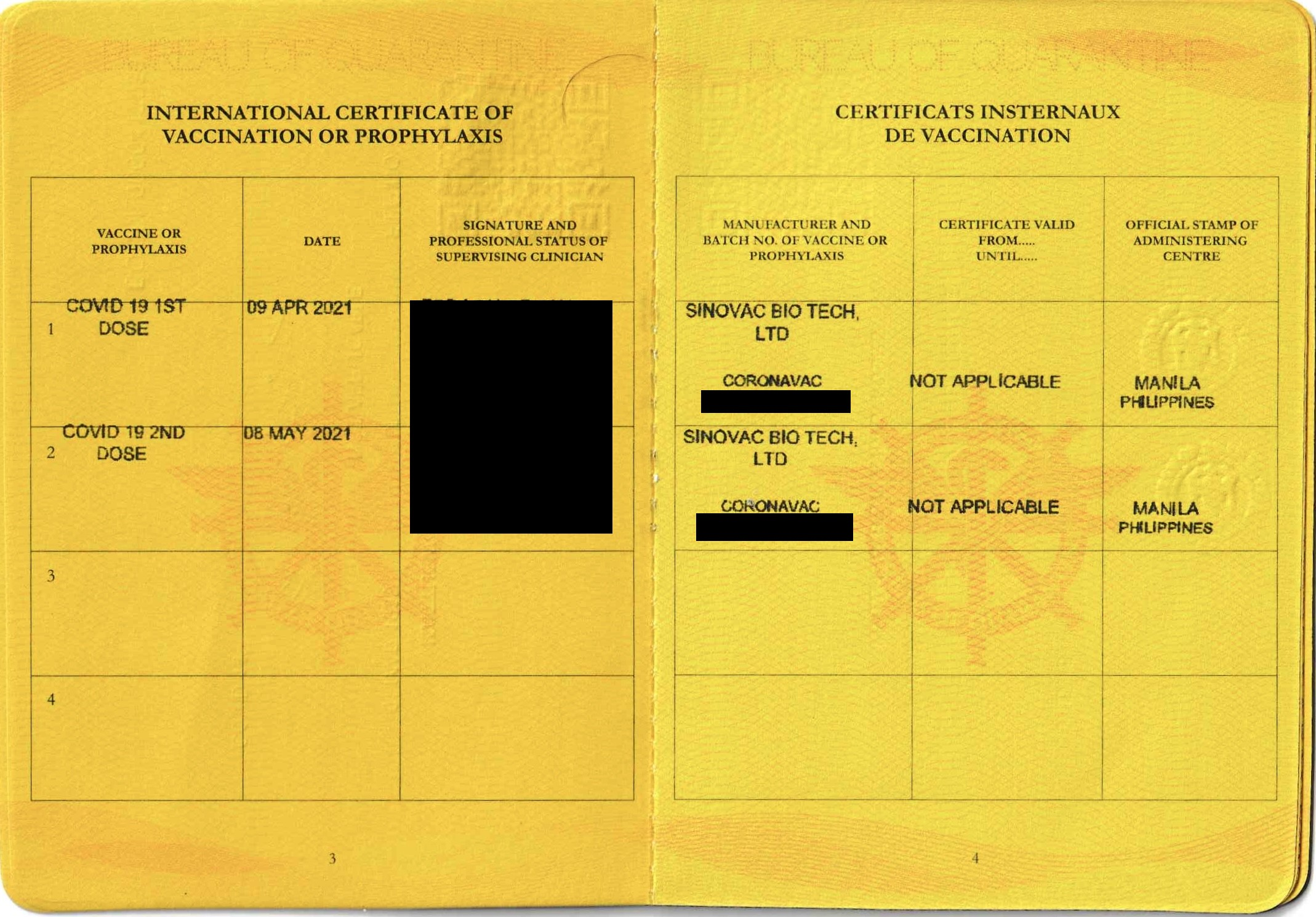
Chứng nhận Tiêm chủng Quốc tế do Cục Kiểm dịch Philippines cấp sau khi được tiêm vắc-xin COVID-19 vào năm 2021.

Sau khi được tiêm vắc-xin COVID-19, chính quyền địa phương hoặc các nhà cung cấp dịch vụ chăm sóc y tế tư nhân được công nhận sẽ cấp một thẻ vắc-xin nhằm xác nhận tình trạng tiêm chủng. Bộ Thông tin và Công nghệ Truyền thông hiện đang làm việc với Lực lượng đặc nhiệm Liên ngành Kiểm soát Bệnh truyền nhiễm mới nổi (IATF-EID) nhằm xây dựng một hệ thống dữ liệu tập trung dành cho những người đã tiêm vắc-xin COVID-19, trong đó mỗi người sẽ có một bản chứng nhận vắc-xin điện tử chứa một mã QR duy nhất kèm theo ảnh chụp người được tiêm.
Kể từ năm 2021, Cục Kiểm dịch Philippines đã cập nhật các Chứng nhận Tiêm chủng Quốc tế (ICV) hiện có nhằm bổ sung thêm các thông tin về tiêm chủng COVID-19; hiện chứng nhận này đang được cấp cho các lao động Philippines tại nước ngoài và các công dân Philippines có kế hoạch di chuyển quốc tế. Bản ICV mới có chứa một mã QR duy nhất cho mỗi người nhằm hỗ trợ việc xác thực chứng nhận. Hiện tại, ICV chỉ được cấp cho công dân Philippines và những người đã được tiêm các loại vắc-xin COVID-19 được Tổ chức Y tế Thế giới liệt kê trong danh sách cấp phép sử dụng khẩn cấp.

### Thụy Điển
Tính đến ngày 24 tháng 8, chỉnh phủ Thụy Điển đã thảo luận về việc triển khai hệ thống thẻ vắc-xin nhằm giới hạn lượng người tham dự các sự kiện âm nhạc và văn hóa, chỉ cho phép những người đã tiêm hai mũi vắc-xin.

### Trung Quốc
Trung Quốc sẽ sử dụng chứng nhận vắc-xin số đối với người di chuyển xuyên biên giới.

### Úc
Công dân Úc sẽ được cấp một chứng nhận số trên điện thoại thông minh ngay sau khi được tiêm vắc-xin.

## Vấn đề

### Đăng tải lên mạng xã hội
Nhiều người sau khi được tiêm vắc-xin đã chụp ảnh thẻ vắc-xin và đăng tải lên mạng xã hội. Điều này tạo ra rủi ro lộ các thông tin cá nhân quan trọng.

### Làm giả
Trên Internet đã xuất hiện tình trạng bán thẻ vắc-xin giả. Các luật hiện hành đều quy định cấm bán và sử dụng các loại tài liệu giả mạo.
Tại Nga, thị trường chợ đen buôn bán các thẻ vắc-xin giả đã sớm nổi lên ngay sau khi chính quyền yêu cầu người dân phải xuất trình chúng trước khi tham gia nhiều loại hình hoạt động.

### Trộm cắp thẻ
Một dược sĩ tại Chicago đã bán 125 thẻ tiêm chủng thật trên mạng cho 11 người khác nhau và bị cáo buộc 12 tội danh trộm cắp tài sản chỉnh phủ, với mức án có thể lên tới 10 năm tù cho mỗi tội danh. Một nhà thầu tại hội chợ Pomona Fairplex ở California cũng đã lấy cấp 528 thẻ tiêm chủng trống và bị cáo buộc tội danh trộm cắp quy mô lớn.